# Tage Åsén

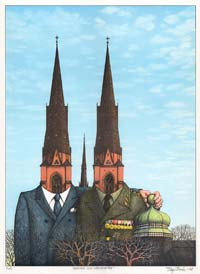
Makten och Härligheten
Litografi 1978

Tage Åsén, född 30 september 1943, är en svensk målare och grafiker. Han debuterade som konstnär 1968, och arbetar i en närmast superrealistisk teknik. Innehållet i bilderna kan beskrivas som kritisk socialsurrealism med en hel del humor. Ett par välkända exempel är "Makten och Härligheten" och "Konsten åt Folket".

## Bok och skivomslag
Tage Åsén har gjort ett stort antal bok- och skivomslag. Bland skivomslagen ur hans produktion kan nämnas Samla Mammas Manna "Måltid" 1972, "Klossa Knapitatet", "Schlagerns Mystik" 1978, "Kaka" 1999 och "Dear Mamma" 2002. Han gjorde också omslagen till flera av gruppmedlemmarnas soloalbum. Några av hans målningar användes förr som logotyper för skivaffären Bengans i Göteborg.
Bland bokomslagen kan nämnas de till Göran Tunströms romaner "Guddöttrarna" och "De heliga geograferna".
År 2018 ställde Tage Åsén ut på Mårbacka.